# Літопис (видавництво)
«Літопис» — львівське видавництво. Засноване 1996 року. Засновник і директор — Михайло Комарницький. Працює на книжковому ринку від 1997, коли вийшла друком перша книжка видавництва — «Світ Софії» Юстейна Ґордера — світовий бестселер, який одразу приніс видавництву ім'я.
Специфіка видавничої політики, відображена в місії «Літопису» — через якісну українськомовну книжку популяризувати європейські цінності. «Літопис» видає та перекладає знану у світі інтелектуальну літературу різноманітного спрямування та знайомить читача з вершинами світової гуманістичної думки, прагнучи поширювати ідеї толерантності та взаєморозуміння. Серед відомих видань: «Енциклопедія Львова», переклади відомих світових бестселерів, зокрема Юстейна Ґордера, Мічіо Кайку, твори українських класиків, передусім Андрія Содомори.
Однією зі засад роботи «Літопису» є використання деяких пунктів правопису Голоскевича 1928 року.

## Перекладачі та автори
Серед перекладачів, з якими співпрацює видавництво:
- Марія Габлевич[2]
- Наталія Іваничук[3]
- Анжела Кам'янець[4]
- Володимир Кам'янець[5]
- Андрій Королишин
- Ольга Лучук[6]
- Христина Назаркевич[5]
- Михайло Найдан[7]
- Мирослава Олійник
- Дмитро Павличко[8]
- Мар'яна Прокопович[5]
- Андрій Содомора[9]
- Ірина Старовойт[10]

Науковці, які співпрацюють з «Літописом»: Марія Зубрицька, Василь Расевич, Ірина Фаріон та інші.

## Енциклопедія Львова
В останні роки одним з наймасштабніших проєктів видавництва є «Енциклопедія Львова». Станом на осінь 2012 року видано чотири томи:
- I том, А-Ґ, — 2007. 656 с.
- II том, Д-Й, — 2008. 608 с.
- III том, К, — 2010. 736 с.
- IV том, Л-М, — 2012. 816 с.

Над енциклопедією працює близько 200 фахівців, останній (5-й) том енциклопедії поки не виданий. Після завершення видання «Літопис» планує запустити вебверсію Енциклопедії Львова — «Львовопедію», що містила б додаткові матеріали й тексти.

## Найбільш значущі видання
- Гаєк Ф. А. Конституція свободи / Пер. з англ. Мирослави Олійник та Андрія Королишина. — Львів: Літопис, 2002. — 556 с. (ISBN 966-7007-44-7)

## Відзнаки
Книги «Літопису» отримували відзнаки, головні з яких:
- «Світ Софії», автор: Юстейн Ґордер — найкраща книга «Форуму видавців 1997»
- Антологія української поезії XX століття «Сто років юності» — 1-е місце в номінації «Елітарна книга» (художня література та есеїстика українських авторів) у «Форумі видавців 2001»
- «Український футуризм», Олег Ільницький — 1-е місце в номінації «Наукова перекладна література» в конкурсі «Форуму видавців 2003»
- «Зів'яле листя», Іван Франко — у списку 13 найкращих книг «Форуму видавців 2006»
- Енциклопедія Львова (Т. 2) — у списку 15 найкращих книг «Форуму видавців 2008»
- Римська елегія / Переклав з латинської Андрій Содомора — у списку 15 найкращих книг «Форуму видавців 2009»
- Повне зібрання творів, Богдан-Ігор Антонич — у списку 15 найкращих книг «Форуму видавців 2009»
- Енциклопедія Львова (Т. 3) — у списку 17 найкращих книг «Форуму видавців 2010»
- Буколіки. Георгіки. Малі поеми, Верґілій / Переклав з латинської Андрій Содомора — у списку 16 найкращих книг «Форуму видавців 2011»
- Фізика майбутнього, Мічіо Кайку / Переклала з англійської Анжела Кам'янець — гран-прі книжкової премії «Найкраща книга Форуму видавців-2013»[12]